# المنطقة الاقتصادية الخالصة لإسبانيا
المنطقة الاقتصادية الخالصة لاسبانيا تحتل رتبة رقم 30 الأكبر في العالم بمساحة إجمالية تقدر بـ 1,039,233 كيلومتر مربع (401,250 ميل2)، ويقع معظمها في المحيط الأطلسي والبحر الأبيض المتوسط، أي ما يقرب ضعف مساحة الأرض الإسبانية بأكملها.

## الجغرافيا

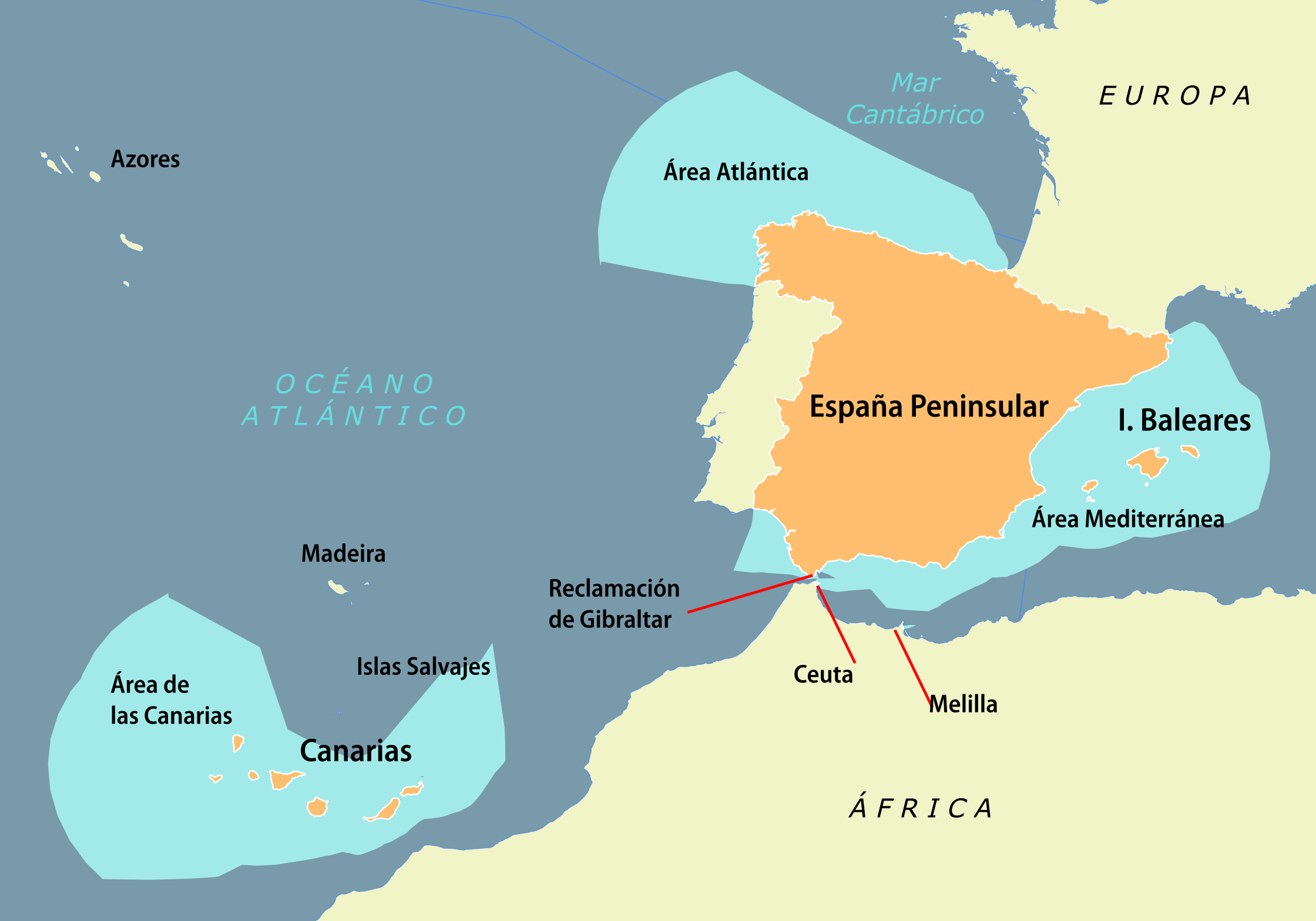
المنطقة الاقتصادية الخالصة لإسبانيا

تنقسم المنطقة الاقتصادية الخالصة الإسبانية إلى ثلاث مناطق مدمجة: منطقة كانتابريا ومنطقة الأطلسي، ومنطقة البحر الأبيض المتوسط مع منطقة خليج قادس والمنطقة التابعة لجزر الكناري. تقع في البحر الأبيض المتوسط (البحر البلياري، بحر البوران) والمحيط الأطلسي (خليج غاسكونيا). وأبرز المناطق هي جزر الكناري وجزر البليار والمنطقة الشمالية الغربية في خليج غاسكونيا.

## النزاعات

### الجزائر
أنشأت الجزائر في 17 أبريل 2018 منطقة اقتصادية خالصة قبالة سواحلها بموجب المرسوم الرئاسي رقم 18-96 المؤرخ 2 رجب 1439 الموافق 20 مارس 2018، في 27 يوليو 2018 تعلن البعثة الدائمة لإسبانيا لدى الأمم المتحدة عدم موافقتها على المنطقة الاقتصادية الخالصة التي أعلنتها الجزائر وأن حكومة إسبانيا تبدي استعدادها للدخول في مفاوضات مع الجزائر بهدف التوصل إلى اتفاق مقبول للطرفين،
في 25 نوفمبر 2018 أرسلت وزارة الخارجية الجزائرية مذكرة شفوية ردا على الاحتجاج الإسباني، توضح أن الحكومة الجزائرية لا تعترف بالإحداثيات الواردة في المرسوم الملكي 236/2013، والتي تتداخل مع إحداثيات المرسوم الرئاسي رقم. 18-96 الخاص بإنشاء منطقة اقتصادية خالصة قبالة الساحل الجزائري.وأن الترسيم الأحادي الجانب الذي نفذته إسبانيا لا يتماشى مع نص اتفاقية الأمم المتحدة لقانون البحار ولم يأخذ في الاعتبار التكوين والخصائص المحددة والظروف الخاصة للجزائر في البحر الأبيض المتوسط، فضلاً عن القواعد الموضوعية ومبادئ القانون الدولي ذات الصلة التي تحكم الترسيم العادل للمناطق البحرية بين البلدين، وفقًا للمادة 74 من اتفاقية الأمم المتحدة، أبدت الجزائر استعدادها للتفاوض من أجل حل عادل.

### البرتغال
تؤكدة اسبانيا أنه يجب رسم المنطقة الاقتصادية الخالصة في منتصف بين ماديرا وجزر الكناري، لكن البرتغال تمارس السيادة على جزر سافاج، وهي أرخبيل صغير شمال جزر الكناري، وتطالب بحدود المنطقة الاقتصادية الخالصة إلى الجنوب. تعترض إسبانيا، بحجة أن جزر سافاج ليس لها جرف قاري منفصل، مستشهدة بالمادة 121 من اتفاقية الأمم المتحدة لقانون البحار.

### المملكة المتحدة
تدعي للمملكة المتحدة أن جبل طارق له ولاية على المياه الإقليمية الملحقة. بينما تجادل إسبانيا بأن معاهدة أوترخت تمنح الاختصاص البريطاني على المياه الداخلية فقط. ستقود هذه المناقشة كلا الطرفين إلى صراع دبلوماسي بعد نزاع صيد في عام 2013.